# Бидертал
Бидертал (фр. Biederthal) насеље је и општина у источној Француској у региону Алзас, у департману Горња Рајна која припада префектури Алткирх.
По подацима из 2011. године у општини је живело 286 становника, а густина насељености је износила 68,75 становника/km². Општина се простире на површини од 4,16 km². Налази се на средњој надморској висини од 420 метара (максималној 530 m, а минималној 375 m).

## Демографија
| 1962. | 1968. | 1975. | 1982. | 1990. | 1999. | 2011. |
| ----- | ----- | ----- | ----- | ----- | ----- | ----- |
| 221   | 228   | 221   | 209   | 232   | 308   | 286   |

График промене броја становника у току последњих година